# 石井準一
石井 準一（いしい じゅんいち、1957年11月23日 - ）は、日本の政治家。自由民主党所属の参議院議員（4期）、自由民主党参議院国会対策委員長。
参議院議院運営委員長、同憲法審査会会長、同予算委員長、同国土交通委員長、千葉県議会議員（5期）、自由民主党幹事長代理などを歴任。

## 来歴
千葉県茂原市生まれ。千葉県立長生高等学校卒業。高校卒業後、一旦は大学に入学するも中退し、浜田幸一衆議院議員の自宅に11年間住み込んで秘書を務める。1987年、29歳で千葉県議会議員選挙に出馬し、初当選した。以後、5期20年にわたり千葉県議を務め、2004年から自由民主党千葉県連総務会長。
2007年、引退する倉田寛之参議院議長から後継指名を受け、第21回参議院議員通常選挙に千葉県選挙区（定数3）から自民党公認で出馬し、当選。当選後は平成研究会に入会。
2012年より参議院国土交通委員長。2013年、第23回参議院議員通常選挙に千葉県選挙区から自民党公認で出馬し、68万票あまりを獲得して当選。
2016年、参議院予算委員長に就任。同年の第24回参議院議員通常選挙では、千葉県選挙区選出の現職である猪口邦子を応援せず、新人の元榮太一郎を擁立し、猪口は1位、元榮は2位で当選した。
2018年9月、自由民主党の総裁選挙では、現職の総裁であった安倍晋三を支持せず、石破茂を支持し、推薦人となった。
2019年、第25回参議院議員通常選挙に千葉県選挙区から自民党公認で出馬し、3選。
2024年1月26日、政治資金パーティー収入の裏金問題を受け、同じく党参院幹部である、関口昌一参院議員会長、福岡資麿参院政審会長と共に平成研究会（茂木派）を退会することを表明。同月31日、3人は退会届を提出した。
同年7月25日、翌年7月の第27回参議院議員通常選挙の千葉県選挙区公認候補として擁立することが自民党から発表された。投開票の結果、4選。

## 政策・主張
参院選に伴うアンケートにおいて
- 2019年10月に予定されている消費税の10%への引き上げについて「法律に従い、引き上げるべきだ」と回答している[13]。
- 日本国憲法の改正、集団的自衛権の行使を禁じた内閣法制局の憲法解釈の見直しに賛成[14]。
- 一院制の導入に反対[14]。
- 日本の核武装について「今後の国際情勢によっては検討すべき」としている[14]。
- 内閣総理大臣やその他の国務大臣の靖国神社への参拝は「問題ない」としている[14]。
- 解雇の金銭解決制度の導入に賛成[14]。

その他
- 自然災害が多発する状況において、復旧・復興の担い手となる地方の建設業者の育成を重視している[15]。
- 少子高齢化に伴う、慢性的な人手不足に直面する日本経済を支えるためには、「無駄を省き、生産性を上げること」「社会保障制度と連携して、将来にわたり働ける安心安全な環境を築くこと」「持続的な社会保障制度を実現する為の財源確保」を重要なことと捉えている[16]。
- 少子高齢化社会について、人口増だけに限らず、昼間人口の流入も必要と主張し、その対策の１つとして、交通網の重要性を挙げている。道路建設はそれが地域に経済的波及効果をもたらすものにしなければならないとし、経済効果がもたらす生産性向上や生活インフラの整備が、地域人口の増加や将来を考える根幹になると考えている[17]。
- 選択的夫婦別姓導入への賛否について「どちらとも言えない」としている[18]。

## 役職
- 参議院議院運営委員長
- 参議院予算委員長
- 参議院自由民主党国会対策委員長
- 参議院国土交通委員長
- 参議院予算委員会筆頭理事
- 参議院TPP特別委員会理事
- 参議院自由民主党国会対策委員長代行
- 参議院内閣委員会委員
- 参議院政府開発援助等に関する特別委員会委員
- 参議院政治倫理審査会幹事
- 参議院自由民主党筆頭副幹事長
- 自由民主党選挙対策委員長代理

## 人物
- 参議院自民党の実力者として知られ、参議院のドンとして近年存在感を高めているとされる。議運や国対など、国会運営に関わるポストを多く経験したことから野党とも独自の人脈を誇示し、現在でも「陰の国対委員長」と評される。党内の摩擦をいとわない「けんか上手」と、野党への配慮といった「周到な根回し」という相反する政治術を駆使するとされる一方で、党内からは「謀略の人」(麻生派議員の評)との警戒もつきまとっている[19]。
- 石井は千葉県内において強い影響力を持っており、千葉県議会内には石井を領袖とした派閥がある。選挙では前述の石井派及び県連内で「秘書軍団」と呼ばれる石井の秘書らを中心に独自の選挙戦を繰り広げる。また、県連内では河上茂元自民党千葉県連幹事長が率いる派閥と人事等で対立関係にあり、2021年の千葉県知事選挙ではその対立が一層深刻化したものの無所属新人・当時千葉市長であった熊谷俊人を支援した石井の大勝利に終わった。

- 自民党総務会長の要職にあった竹下亘衆議院議員は、参院予算委員会筆頭理事であった石井について「委員会の最中、与野党がもめるたびに、石井議員が立ち上がって出てきて、安倍晋三総理や麻生太郎財務大臣に『このように直してほしい』などと伝えている。なかなかできることじゃない」と語っている[15]。
- 参院の幹事長室で、財務省や国土交通省と綿密な交渉を重ね、圏央道の未開通区間であった大栄JCT～松尾横芝IC間の予算確保に尽力し、2024年度完成（全線開通）の運びになった[15]。また開通に対して、鎌ケ谷市長は「石井参議院議員に国の予算をつけていただき、事業を進めることができたことに感謝する」と語った[15]。
- 臨時国会でIR法（カジノを含む統合型リゾート施設整備推進法）が衆議院でわずか6時間しか審議されなかったことに対して、参議院ではきちんと審議を行うとして16時間審議時間を取り、法案を修正し衆議院に送り返している。野党との調整を重要視しており、国会でも裏方に回ることが多い[20]。
- 2017年1月23日、産経新聞のインタビューに応じ、所属する平成研究会会長・額賀福志郎の退任や、竹下亘への禅譲を促す発言を行った[5]。その翌年、吉田博美参議院幹事長や石井ら平成研所属の参議院議員が、集団離脱も示唆しながら額賀の会長退任を迫り[21][22]、2018年2月8日、額賀は吉田に対し、会長を退任し竹下に禅譲する意向を伝達した[23]。
- 2022年10月17日夜、内閣総理大臣・岸田文雄らとの会食後、石井は記者団の取材に応じ「瀬戸際大臣の首を取るのに、17時1分に（衆議院予算委員会が）終わって首を取れるのか。野党がだらしない」と発言し、会食でそんな話になったと述べた。「瀬戸際大臣」は野党が更迭を求める経済再生相大臣の山際大志郎を揶揄しているとみられ、同日の衆院予算委が混乱もなくほぼ定時の午後5時ごろに終わったことに対し、野党に苦言を呈した。党派を超えた中立性が求められている議院運営委員長の立場で公然と野党批判の言葉を口にするのは異例のことであった。18日の衆院予算委で立憲民主党の野党筆頭理事・逢坂誠二から「与野党が協力して時間に配慮しながら予算委の運営をしている。強く抗議する」と批判を受けた[24][25][26]。19日、委員長を務める参院議院運営委員会で「衆院の独自性、委員会運営、質疑者や各党関係者の思いを冒涜するものであり、発言の全てを撤回の上、おわび申し上げる」として陳謝した[27]。

## 栄典
- ブルガリア: マダラの騎士勲章 - （2019年12月23日）

## 所属団体・議員連盟
- 時代に適した風営法を求める議員連盟（パチンコ議連）
- 自民党たばこ議員連盟[28]

- 神道政治連盟国会議員懇談会
- みんなで靖国神社に参拝する国会議員の会
- TPP交渉における国益を守り抜く会

## 支援団体
- 神道政治連盟[29]

## 選挙歴
| 当落 | 選挙                     | 執行日         | 年齢 | 選挙区       | 政党       | 得票数     | 得票率 | 定数 | 得票順位 /候補者数 | 政党内比例順位 /政党当選者数 |
| ---- | ------------------------ | -------------- | ---- | ------------ | ---------- | ---------- | ------ | ---- | ------------------ | ---------------------------- |
| 当   | 1987年千葉県議会議員選挙 | 1987年4月12日  | 29   | 長生郡選挙区 | 無所属     | 1万6666票  | 45.85% | 2    | 1/3                | /                            |
| 当   | 1991年千葉県議会議員選挙 | 1991年4月7日   | 33   | 長生郡選挙区 | 自由民主党 | 1万4839票  | 38.19% | 2    | 1/3                | /                            |
| 当   | 1995年千葉県議会議員選挙 | 1995年4月9日   | 37   | 長生郡選挙区 | 自由民主党 | ーー票     | ーー   | 2    | /2                 | /                            |
| 当   | 1999年千葉県議会議員選挙 | 1999年4月11日  | 41   | 長生郡選挙区 | 自由民主党 | 1万1942票  | 38.39% | 2    | 1/3                | /                            |
| 当   | 2003年千葉県議会議員選挙 | 2003年4月13日  | 45   | 長生郡選挙区 | 自由民主党 | ーー票     | ーー   | 2    | /2                 | /                            |
| 当   | 第21回参議院議員通常選挙 | 2007年07月29日 | 49   | 千葉県選挙区 | 自由民主党 | 54万1701票 | 20.51% | 3    | 2/8                | /                            |
| 当   | 第23回参議院議員通常選挙 | 2013年07月21日 | 55   | 千葉県選挙区 | 自由民主党 | 68万706票  | 28.50% | 3    | 1/9                | /                            |
| 当   | 第25回参議院議員通常選挙 | 2019年07月21日 | 61   | 千葉県選挙区 | 自由民主党 | 69万8993票 | 30.54% | 3    | 1/6                | /                            |
| 当   | 第27回参議院議員通常選挙 | 2025年07月20日 | 67   | 千葉県選挙区 | 自由民主党 | 43万1330票 | 15.22% | 3    | 3/16               | /                            |